# Diane Kruger
Diane Kruger, geboren als Diane Heidkrüger (Algermissen, 15 juli 1976), is een Duitse filmactrice. Zij won in 2003 de prijs voor vrouwelijke revelatie van het jaar op het Filmfestival van Cannes en werd in 2005 genomineerd voor een Saturn Award voor haar bijrol in National Treasure. Tevens won ze in 2017 de prijs voor de beste actrice op het festival van Cannes, voor de film Aus dem Nichts.
Ze was van 2001 tot 2006 getrouwd met de Franse acteur Guillaume Canet.

## Beginjaren
Kruger is geboren in een dorp in het noordwesten van Duitsland. Haar moeder is een bankbediende en haar vader een computerspecialist. Ze groeide met haar jongere broer op in Duitsland. Kruger begon haar carrière na een succesvolle auditie als danseres in Londen maar na een kwetsuur ging ze naar Parijs om model te worden.

## Modellenwerk
In 1992 vertegenwoordigde Kruger Duitsland in de Elite Model Look en deed daarna modellenwerk. Ondanks haar relatief korte periode als model, ontving ze prestigieuze boekingen van onder meer Yves Saint Laurent, Chanel, Salvatore Ferragamo, Giorgio Armani, Jil Sander, Christian Dior, Burberry en Louis Vuitton. Ze stond ook op de cover van Vogue Paris, Marie Claire en Cosmopolitan. Langzamerhand stopte Kruger met het modellenwerk om zich te richten op een carrière als actrice.

## Acteren
Kruger werd geïnteresseerd in acteren en nam lessen bij het Cours Florent. Ze begon met kleine rollen in diverse Franse films. In 2002 kwam haar debuut met de film The Piano Player. Haar eerste grote rol was in datzelfde jaar met Mon Idole. Ze speelde Julie Wood in Michel Vaillant (2003) en Lisa in de film Wicker Park uit 2004.
Een van haar bekendste rollen tot op heden is haar vertolking van Helena in de epische film Troy uit 2004.
In 2004 speelde Kruger met Nicolas Cage en Sean Bean in de film National Treasure. Ze speelde later in Quentin Tarantino's film Inglourious Basterds uit 2009, en in de verfilming van Stephenie Meyers boek The Host, die uitkwam in 2013.

## Persoonlijk leven
Van 2001 tot 2006 was Kruger getrouwd met de Franse acteur en regisseur Guillaume Canet. Ze speelden samen in de film Joyeux Noël uit 2005.
Van 2006 tot 2016 had Kruger een relatie met de Canadese acteur Joshua Jackson. Tijdens een interview zei ze: "Ik geloof niet in het huwelijk. Ik geloof in een verbintenis die je in je hart maakt. Een vriend zei eens dat mensen aan het eind moeten trouwen, niet in het begin." Jackson gaf aan dat ze niet getrouwd zijn omdat ze beiden niet gelovig zijn.
In 2018 werd bekend dat Kruger zwanger is van haar eerste kind. De vader is haar vriend, acteur Norman Reedus.
Naast haar moedertaal Duits spreekt Kruger vloeiend Engels en Frans. Sinds medio 2013 woont ze in Los Angeles vanwege haar rol als rechercheur Sonya Cross in de tv-serie The Bridge.

## Filmografie

### Bioscoop
- 2001: Point de lendemain (korte film)
- 2002: Mon idole
- 2002: The Piano Player
- 2002: Ni pour, ni contre [bien au contraire]
- 2003: Michel Vaillant
- 2004: Troy
- 2004: Wicker Park
- 2004: Narco
- 2004: National Treasure
- 2005: Joyeux Noël
- 2005: Frankie
- 2006: Copying Beethoven
- 2006: Les Brigades du tigre
- 2006: Goodbye Bafana
- 2007: The Hunting Party
- 2007: L'Âge des ténèbres
- 2007: National Treasure: Book of Secrets
- 2008: Pour elle
- 2009: Mr. Nobody
- 2009: Inglourious Basterds
- 2009: Kascars (spreekrol)
- 2009: L'affaire Farewell
- 2010: Inhale
- 2010: Pieds nus sur les limaces
- 2011: Forces Spéciales
- 2011: Unknown
- 2012: Les Adieux à la Reine
- 2012: Un plan parfait
- 2013: The Host
- 2013: Les garçons et Guillaume, à table!
- 2013-2014: The Bridge (tv-serie)
- 2014: The Better Angels
- 2015: Maryland
- 2015: Sky
- 2015: Fathers and Daughters
- 2016: The Infiltrator
- 2017: Aus dem Nichts
- 2018: JT LeRoy
- 2018: Welcome to Marwen
- 2019: The Operative
- 2022: The 355
- 2022: Marlowe
- 2022: Out of the Blue
- 2023: Visions
- 2023: Joika

### Televisie
- 2002: Duelles (serie, aflevering 2x06)
- 2010: Fringe (serie, aflevering 2x17)
- 2013–2014: The Bridge (serie, 26 afleveringen)
- 2021: Bedrängt, bedroht, belästigt – 24 Frauen, 24 Geschichten (H24, serie, aflevering 1x01)
- 2022: Swimming with Sharks (serie, 6 afleveringen)

Muziekvideo
- 2010: Somebody to Love Me van Mark Ronson & The Business Intl. featuring Boy George und Andrew Wyatt

Documentaire films
- 2013: Verführt und Verlassen (Seduced and Abandoned, documentaire film van James Toback)
- 2018: Why Are We Creative? (documentaire film van Hermann Vaske)

## Prijzen en nominaties
|                              |  |  |
| Diane Kruger in 2009 en 2012 |  |  |

- 2003 - Chopard Trophy
  - Gewonnen: Vrouwelijke revelatie
- 2004 - Bambi
  - Gewonnen: Carrière
- 2005 - Saturn Award
  - Genomineerd: Beste vrouwelijke bijrol (National Treasure)
- 2017 - Prix d'interprétation féminine du Festival de Cannes
  - Gewonnen: Beste actrice (Aus dem Nichts)

## Eretitel
- Officier in de Orde van Kunsten en Letteren (22 september 2014).[3]